# Marjorie Monaghan
Marjorie Monaghan é uma atriz norte-americana nascida na Califórnia, mas criada em Ohio. Ela é conhecida principalmente por sua interpretação em 1997 e 1998 da Número Um, líder da Resistência Marciana na série de televisão de ficção científica Babylon 5.
Outros papéis em ficção incluem "Jojo Thorson" na série de 1993 Space Rangers e "Kathleen Ryan" na série de 1999 Rescue 77. Ela apareceu ainda num episódio de Star Trek: Voyager, no episódio "Heroes and Demons". Ela apareceu ainda em diversas outras séries de televisão de grande audiência, como JAG, Law & Order e Murder, She Wrote.
Monaghan foi ainda uma das atrizes consideradas para o papel de T'Pol em Star Trek: Enterprise.